# Zheng Xiaoxu
Zheng Xiaoxu —en chino tradicional, 鄭孝胥; en chino simplificado, 郑孝胥; pinyin, Zhèng Xiàoxū; Wade-Giles, Cheng Hsiao-hsu— (Suzhou, 2 de abril de 1860-Hsinking, 28 de marzo de 1938) fue un estadista, diplomático y calígrafo chino. Persona cercana a Puyi, último emperador de China, Zheng acabó convirtiéndose en primer ministro del Estado marioneta de Manchukuo.

## Biografía

### Formación y carrera
Nacido en 1860, en Suzhou. En 1882 superó los exámenes imperiales y tres años después pasó a servir como secretario de Li Hongzhang. En 1891 fue destinado a la legación china en Tokio, y durante los siguientes años desempeñó diversas funciones en los consulados de Tsukiji, Osaka y Kobe. Con posterioridad, Zheng destacó en el ámbito de la poesía y la caligrafía.
Tras la Revolución de Xinhai de 1911 y el colapso del sistema imperial, Zheng se alejó del nuevo gobierno republicano, no volviendo a desempeñar puestos públicos. A partir de entonces fue un convencido partidario de la restauración imperial.
Posteriormente —en 1923— pasó a ser tutor del destronado emperador Puyi, junto al británico Reginald Johnston. También fue puesto al frente del Departamento de la Casa Imperial, realizando una importante reforma interna que llevó a la expulsión de todos los cargos corruptos. Ello le hizo ganarse muchos enemigos, a pesar de lo cual contó con el firme apoyo de Puyi y Johnston. Cuando en 1924 Puyi se vio expulsado de la Ciudad prohibida de Beijing, Zheng fue uno de los que le recomendó que se refugiara en la sede diplomática japonesa. En los siguientes años siguió acompañando a Puyi en su «exilio» particular.
A finales del verano de 1927 Zheng visitó Japón para reunirse con diversas personalidades políticas y militares, tratando de convencerlas a favor de una restauración de Puyi. Los japoneses, sin embargo, le contestaron que era mejor esperar el momento oportuno para ello. En septiembre de 1931, tras el «incidente de Mukden», los japoneses invadieron Manchuria y en poco tiempo dominaron toda la región. En poco tiempo organizaron un estado bajo control nipón, Manchukuo, y a Puyi le fue ofrecida la jefatura del Estado —posteriormente sería nombrado emperador de Manchukuo—. Zheng fue uno de los que siguió a Puyi en su traslado a Manchuria.

### Manchukuo
En 1932 se convirtió en primer ministro del nuevo Gobierno de Manchukuo. Sin embargo, en el seno del gabinete pronto se vio carente de apoyos políticos, y en realidad ministros como Xi Qia —Finanzas—, Zhang Shiyi —Asuntos civiles— o Zhang Jinghui —Asuntos militares— disponían de sus propios feudos de poder autónomos. También empezó a mostrar reticencias en su cooperación con los japoneses. Inicialmente mostró muchas reservas para firmar el Protocolo Japón-Manchukuo y llegó a enfrentarse con algunos funcionarios japoneses, aunque al final terminó por suscribir el documento. La firma del protocolo incluyó también la suscripción de un pacto adicional con el representante japonés, el barón Nobuyoshi Mutō. Zheng, que creía sinceramente en la restauración de la dinastía Qing, quedó muy desilusionado con el desarrollo de los acontecimientos. Además, se vio alejado de Puyi. En los siguientes años, durante las reuniones del Consejo Nacional solía no intervenir y mantenerse en silencio.
Crecientemente descontento con la situación a su alrededor, Zheng dimitió de todos sus puestos en mayo de 1935. Falleció en 1938.